# Presidenti della Provincia di Chieti
Elenco dei presidenti dell'amministrazione provinciale di Chieti.

## Regno d'Italia (1861-1946)

### Presidenti del Consiglio provinciale (1861-1926)
- Giannicola Di Prospero (1861-1862)
- Nicolò Melchiorre (1862-1869)
- Silvio Ciccarone (1869-1870)
- Evandro Sigismondi (1870-1871)
- Raffaele Lanciano (1871-1873)
- Lodovico Maranca Antinori (1873-1874)
- Giuseppe Auriti (1874-1875)
- Evandro Sigismondi (1876-1877)
- Filoteo Peripoli (1877-1878)
- Nicolò Melchiorre (1878-1880)
- Lodovico Maranca Antinori (1880-1881)
- Evandro Sigismondi (1881-1882)
- Filippo Baglioni (1882-1887)
- Evandro Sigismondi (1887-1889)
- Erasmo Colapietro (1889-1892)
- Francesco De Innocentis (1892-1895)
- Luigi De Riseis (1895-1897)
- Camillo Mezzanotte (1897-1900)
- Gaetano Colalè (1900-1903)
- Alfonso Suriani (1903-1905)
- Gian Tommaso Tozzi (1905-1907)
- Camillo Mezzanotte (1907-1909)
- Gaetano Colalè (1909-1913)
- Luigi Nasci (1913-1914)
- Smeraldo Zecca (1914-?)

### Presidenti della Deputazione provinciale (1889-1926)
| Nº | Nº | Ritratto | Nome                    | Mandato | Mandato | Partito          |
| Nº | Nº | Ritratto | Nome                    | Inizio  | Fine    | Partito          |
| -- | -- | -------- | ----------------------- | ------- | ------- | ---------------- |
| 1  |    |          | Ludovico De Leonardis   | 1889    | 1890    | ?                |
| 2  |    |          | Gaetano Bassi           | 1890    | 1892    | ?                |
| 3  |    |          | Carlo Augusto Ciavolich | 1893    | 1895    | ?                |
| 4  |    |          | Francesco Morizio       | 1895    | 1903    | ?                |
| 5  |    |          | Camillo Mezzanotte      | 1903    | 1905    | Sinistra storica |
| 6  |    |          | Gaetano Colalè          | 1905    | 1908    | ?                |
| 7  |    |          | Tommaso Nobile          | 1908    | ?       | ?                |

## Repubblica Italiana (dal 1946)

### Presidenti della provincia (dal 1951)

#### Eletti dal Consiglio provinciale (1951-1995)
| Nº | Nº | Ritratto | Nome                | Mandato           | Mandato         | Partito              |
| Nº | Nº | Ritratto | Nome                | Inizio            | Fine            | Partito              |
| -- | -- | -------- | ------------------- | ----------------- | --------------- | -------------------- |
|    |    |          | ?                   | ?                 | ?               | ?                    |
|    |    |          | Germano De Cinque   | 1970              | ?               | Democrazia Cristiana |
|    |    |          | ?                   | ?                 | ?               | ?                    |
|    |    |          | Arduino Roccioletti | 30 settembre 1985 | 10 ottobre 1993 | Democrazia Cristiana |
|    |    |          | Mario Amicone       | 4 novembre 1993   | 7 maggio 1995   | Democrazia Cristiana |

#### Eletti direttamente dai cittadini (1995-2014)
| Nº | Nº | Ritratto | Nome                         | Mandato        | Mandato         | Partito                           | Elezione |
| Nº | Nº | Ritratto | Nome                         | Inizio         | Fine            | Partito                           | Elezione |
| -- | -- | -------- | ---------------------------- | -------------- | --------------- | --------------------------------- | -------- |
|    |    |          | Manfredi Giovanni Pulsinelli | 7 maggio 1995  | 28 giugno 1999  | Partito Popolare Italiano         | 1995     |
|    |    |          | Mauro Febbo                  | 28 giugno 1999 | 28 giugno 2004  | Alleanza Nazionale                | 1999     |
|    |    |          | Tommaso Coletti              | 28 giugno 2004 | 8 giugno 2009   | La Margherita Partito Democratico | 2004     |
|    |    |          | Enrico Di Giuseppantonio     | 8 giugno 2009  | 13 ottobre 2014 | Unione di Centro                  | 2009     |

#### Eletti dai sindaci e consiglieri della provincia (dal 2014)
| Nº              | Nº               | Ritratto | Nome            | Mandato          | Mandato         | Partito             | Elezione |
| Nº              | Nº               | Ritratto | Nome            | Inizio           | Fine            | Partito             | Elezione |
| --------------- | ---------------- | -------- | --------------- | ---------------- | --------------- | ------------------- | -------- |
|                 |                  |          | Mario Pupillo   | 13 ottobre 2014  | 31 ottobre 2018 | Partito Democratico | 2014     |
| 31 ottobre 2018 | 24 dicembre 2021 | 2018     | Mario Pupillo   |                  |                 | Partito Democratico |          |
|                 |                  |          | Francesco Menna | 24 dicembre 2021 | in carica       | Partito Democratico | 2021     |